# Dương Tấn Bách
Dương Tấn Bách (tiếng Trung giản thể: 杨晋柏, bính âm Hán ngữ: Yáng Jìn Bǎi, tiếng Latinh: Yang Jinbai, sinh tháng 4 năm 1973, người Hán) là chính trị gia nước Cộng hòa Nhân dân Trung Hoa. Ông là Ủy viên dự khuyết Ủy ban Trung ương Đảng Cộng sản Trung Quốc khóa XX, hiện là Thường vụ Thành ủy, Phó Bí thư Đảng tổ, Phó Thị trưởng thường vụ Bắc Kinh. Ông từng là Ủy viên Đảng tổ, Phó Chủ tịch Quảng Tây; Phó Tổng Giám đốc Công ty Mạng lưới Điện Quốc gia Trung Quốc.
Dương Tấn Bách là đảng viên Đảng Cộng sản Trung Quốc, học vị Thạc sĩ Hệ thống điện và Tự động hóa, Cao cấp Công trình sư. Ông có sự nghiệp hơn 20 năm trong ngành điện lực, sau đó tiến vào chính trường với tư cách là chính trị gia "hậu 70", là Phó Thị trưởng Bắc Kinh trẻ tuổi nhất khi được bổ nhiệm.

## Xuất thân và giáo dục
Dương Tấn Bách sinh tháng 4 năm 1973 tại huyện Giang Lăng, thuộc địa cấp thị Kinh Châu, tỉnh Hồ Bắc, trải học thời niên thiếu học tập ở quê nhà. Năm 1987, khi 14 tuổi, Dương Tấn Bách được nhận vào Đại học Giao thông Tây An, lớp thiếu niên (西安交通大学少年班), chuyên môn học tập hệ hệ thống điện lực hóa và tự động hóa. Từ đây, ông chuyển tới thành phố Tây An, tỉnh Thiểm Tây, bắt đầu theo học. Đây là một lớp đặc biệt tuyển chọn tài năng trẻ vị thành niên toàn quốc, giảng dạy thử nghiệm mục đích đào tạo nhận lực đặc biệt phục vụ Trung Quốc. Thời điểm đó chỉ có ba lớp thiếu niên trong cả nước, gồm Lớp thiếu niên Đại học Tây An, Lớp thiếu niên tại Đại học Đông Nam và Lớp thiếu niên Đại học Khoa học và Công nghệ Trung Quốc. Năm 1991, Dương Tấn Bách tốt nghiệp Cử nhân Điện lực hệ thống và Tự động hóa. Ông tiếp tục theo học cao học nghiên cứu sinh ở Đại học Tây An, lĩnh vực hệ thống điện. Năm 1994, ông nhận bằng Thạc sĩ Hệ thống điện và Tự động hóa, khi 21 tuổi. Tháng 12 năm 2003, ông được kết nạp Đảng Cộng sản Trung Quốc.

## Sự nghiệp

### Điện lực
Năm 1994, khi vừa tốt nghiệp thạc sĩ, Dương Tấn Bách được nhận vào làm ở Công ty Liên doanh điện lực phía Nam Trung Quốc, một doanh nghiệp nhà nước, nay đổi tên thành Công ty Điện lưc Quốc gia – Công ty phía Nam, thuộc Công ty trách nhiệm hữu hạn Mạng lưới Điện phương Nam Trung Quốc (中国南方电网有限责任公司), của Ủy ban Giám sát và Quản lý Tài sản Nhà nước Trung Quốc. Giai đoạn 1994–2020, ông lần lượt công tác các vị trí nhân viên phương pháp hoạt động ở Trạm điều khiển hệ thống điện rồi Phó Khoa trưởng Khoa Phương pháp vận hành Trạm điều khiển, Trung tâm thông tin. Năm 2000, ông giữ chức vụ Khoa trưởng Trung tâm Thông tin phương án vận hành đo lường của Công ty phía Nam – Công ty Điện lực Quốc gia, là Tổng Công trình sư. Giai đoạn 2003–05, ông lần lượt là Phó Xứ trưởng chù trì công tác rồi Xứ trưởng Trung tâm Thông tin phương án đo lường điện lực của Mạng lưới Điện phương Nam Trung Quốc, Tổng Công trình sư. Năm 2005, ông được bổ nhiệm làm Ủy viên Đảng ủy, Phó Chủ nhiệm Trung tâm Thông tin phương án đo lường điện lực của Mạng lưới Điện phương Nam Trung Quốc, Tổng Công trình sư. Năm 2010, ông giữ chức vụ Bí thư Đảng tổ, Phó Tổng Giám đốc Công ty Mạng lưới Điện Quý Châu của Công ty Mạng lưới Điện phương Nam. Phụ trách xử lý hệ thống điện lực tỉnh Quý Châu. Ông được thăng chức thành Tổng Giám đốc năm 2012. Đến năm 2013, ông được điều chuyển làm Chủ nhiệm Bộ Kế hoạch chiến lược Công ty trách nhiệm hữu hạn Mạng lưới Điện phương Nam Trung Quốc rồi được thăng lên chức vụ Phó Tổng Giám đốc Mạng lưới Điện phương Nam, Ủy viên Đảng tổ năm 2014. Ông được điều về trung ương, là Ủy viên Đảng tổ, Phó Tổng giám đốc Tập đoàn lưới điện Trung Quốc giai đoạn 2017–18.

### Quảng Tây
Năm 2018, Dương Tấn Bách được điều chuyển tới Quảng Tây, bổ nhiệm làm Ủy viên Đảng tổ Chính phủ Quảng Tây, Phó Chủ tịch Chính phủ Nhân dân Khu tự trị dân tộc Choang Quảng Tây. Đây là chức vụ cấp phó tỉnh, bộ. Ông cũng kiêm nhiệm vị trí Chủ nhiệm Văn phòng Quy hoạch Kiến thiết Khu kinh tế – Khu tự trị và Vịnh Bắc Bộ. Trên vị trí địa lý Quảng Tây tiếp nối với miền Bắc Việt Nam, cùng giáp Vịnh Bắc Bộ, Dương Tấn Bách được điều phụ trách quy hoạch khu vực kinh tế này.

### Bắc Kinh
Tháng 4 năm 2020, Dương Tấn Bách được điều chuyển về công tác ở thủ đô Bắc Kinh. Ngày 24 tháng 4 năm 2020, tại cuộc họp lần thứ 21 của Ủy ban Thường vụ Đại hội Đại biểu Nhân dân thành phố Bắc Kinh khóa XV, bầu nhiệm Dương Tấn Bách làm Phó Thị trưởng Chính phủ Nhân dân thành phố Bắc Kinh. Ông trở thành Phó Thị trưởng trẻ nhất của Chính phủ Bắc Kinh. Công tác tại Chính phủ Bắc Kinh của ông bao gồm: quản lý về các vấn đề dân chính, thương mại, các vấn đề cựu chiến binh và việc xây dựng Sân bay Quốc tế Đại Hưng Bắc Kinh; phụ trách Cục Nội vụ thành phố Bắc Kinh, Cục Thương mại thành phố Bắc Kinh, Văn phòng Cảng của Chính phủ Nhân dân thành phố Bắc Kinh, Cục Cựu chiến binh thành phố, Trung tâm Dịch vụ Xúc tiến Đầu tư Bắc Kinh. Liên hệ với xúc tiến thương mại quốc tế, Khu đóng quân Bắc Kinh và Hải quan Bắc Kinh. Vào tháng 6 năm 2022, Dương Tấn Bách được bầu vào Ủy ban Thường vụ Thành ủy Bắc Kinh, đồng thời là đại biểu của đoàn Bắc Kinh dự Đại hội Đảng Cộng sản Trung Quốc lần thứ XX. Ngày 21 tháng 7, ông phân là Phó Thị trưởng thường vụ Bắc Kinh. Đến kỳ đại hội vào tháng 10, trong quá trình bầu cử, ông được bầu là Ủy viên dự khuyết Ủy ban Trung ương Đảng Cộng sản Trung Quốc khóa XX.